# Jorge Andrés Martínez
Jorge Andrés Martínez Barrios, född 5 april 1983, är en uruguayansk fotbollsspelare som spelar i den rumänska klubben Cluj, utlånad från Juventus. Hans naturliga position är offensiv högermittfältare, men han kan även spela som anfallare. 
Jorge Martinez är även ordinarie i det uruguayanska landslaget. Han har spelat 18 matcher för Uruguay och har gjort 4 mål. Hans debut i landslaget var i en träningsmatch mot England, 1 mars 2007. Han missade VM i Sydafrika på grund av en skada.